# Municipio de Texas (Pensilvania)
El municipio de Texas (en inglés: Texas Township) es un municipio ubicado en el condado de Wayne en el estado estadounidense de Pensilvania. En el año 2000 tenía una población de 2,501 habitantes y una densidad poblacional de 173 personas por km².

## Geografía
El municipio de Texas se encuentra ubicado en las coordenadas 41°32′30″N 75°13′59″O / 41.54167, -75.23306.

## Demografía
Según la Oficina del Censo en 2000 los ingresos medios por hogar en la localidad eran de $31,389 y los ingresos medios por familia eran $37,500. Los hombres tenían unos ingresos medios de $31,217 frente a los $19,208 para las mujeres. La renta per cápita para la localidad era de $14,429. Alrededor del 13,0% de la población estaban por debajo del umbral de pobreza.